# Barrosasaurus casamiquelai
Il barrosasauro (Barrosasaurus casamiquelai) è un dinosauro sauropode appartenente ai titanosauri. Visse nel Cretaceo superiore (Campaniano, circa 80 milioni di anni fa) e i suoi resti fossili sono stati ritrovati in Argentina. 

## Descrizione
Questo animale è noto solo per tre vertebre dorsali, scoperte adiacenti l'una all'altra e ritenute appartenere a un solo individuo. Queste vertebre sono catalogate come MCF-PVPH-447/1, -447/2 e -447/3 e sono conservate presso il Museo "Carmen Funes" di Plaza Huincul. Potrebbero rappresentare la settima o l'ottava, la nona o la decima e la terza vertebra dorsale. Sebbene nessuna di queste vertebre abbia un arco neurale completo, le dimensioni dei centri vertebrali indicano che questo era un animale di dimensioni molto grandi: le due vertebre più complete hanno centri di 230 e 270 millimetri di lunghezza e 270 e 280 millimetri di larghezza. Barrosasaurus era certamente molto più grande di Neuquensaurus australis, un altro titanosauro rinvenuto nella stessa formazione. La conservazione delle ossa è molto buona, e le lamine fragili sono ancora presenti. 

## Classificazione
Descritto per la prima volta nel 2009, questo dinosauro è noto per resti molto incompleti, ma ben conservati, di tre vertebre dorsali. Questi fossili, provenienti dalla formazione Anacleto, sono stati trovati nella provincia di Neuquén in Argentina occidentale. La morfologia delle vertebre è sufficientemente particolare da giustificare l'istituzione di un nuovo genere di sauropodi, ascrivibile ai titanosauri, il gruppo di sauropodi più diffuso nel Cretaceo. In particolare, sembra che Barrosasaurus fosse un membro basale della famiglia dei Saltasauridae. L'epiteto specifico, casamiquelai, è in onore del paleontologo argentino Rodolfo Magín Casamiquela.